# Stacey Fluhler
Stacey Fluhler (Papakura, 3 november 1995) is een Nieuw-Zeelands rugbyspeler.

## Carrière
In 2018 werd zij samen met haar ploeggenoten in San Francisco wereldkampioen Rugby Seven.
Fluhler won met de ploeg van Nieuw-Zeeland tijdens de Olympische Zomerspelen van Tokio de olympische gouden medaille. Fluhler maakte vijf try’s waaronder één in de finale.

## Erelijst

### Rugby Seven
- Gemenebestspelen  2018
- Wereldkampioenschap  2018
- Olympische Zomerspelen:  2021

### Rugby Union
- Wereldkampioenschap  2017